# 秀乃山雷五郎

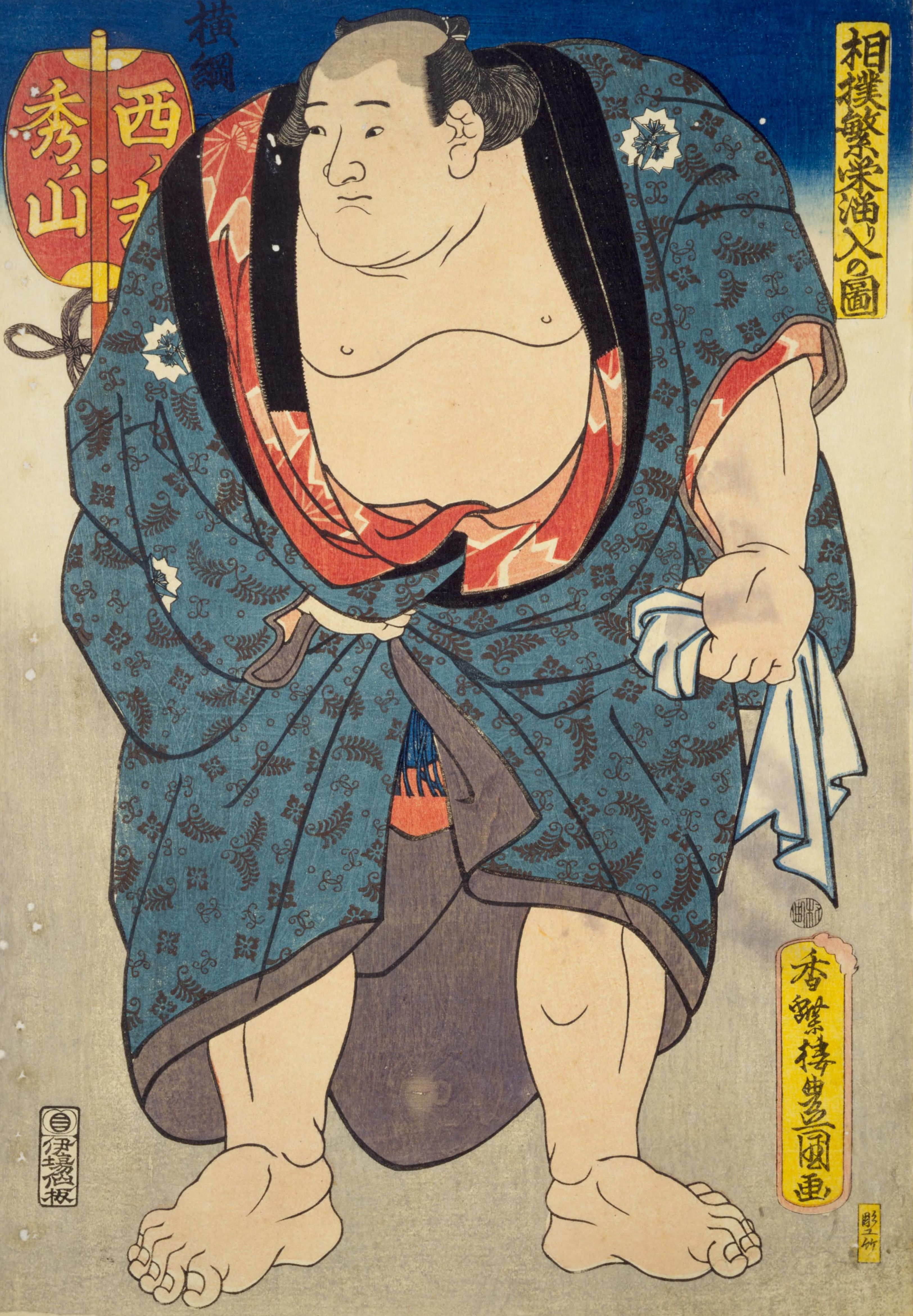

秀乃山雷五郎（日语：／ Hidenoyama Raigorō，1808年—1862年6月16日），本名橋本辰五郎，舊姓菊田，日本仙台藩陸奥國本吉郡（現宮城縣氣仙沼市）出身的大相撲力士，第9代横綱。又稱天津風雲右衞門、立神雲右衞門、岩見潟丈右衞門，天保三傑。他身高1.63米，重161.5公斤。

## 生涯
他在1806年生於陸奥國本吉郡一個海上運輸業家庭，是家中長子。他在1823年試圖成為力士但完全被忽視，因為他的身高只有1.63米。在1827年他加入秀之山部屋，於1828年3月首次亮相。他於1837年1月晉升至幕內最高級。他連勝30次，在現代優勝系統成立前獲得了6次冠軍。在幕內級別他贏了112次，輸了21次，獲勝率84.2%。
秀乃山在1847年11月被授予橫綱頭銜，他也是歷代橫綱中最矮的。

## 引退
在1850年引退後，他成為秀之山部屋的親方，並培養了後來的橫綱陣幕久五郎。他同時擔任相撲的審判委員，但這給了他很多機會，以給自己的學生有利的決定。因他決定初級力士的出勤率幫助自己部屋的弟子晉級，引起其他較低級別的力士憤怒，並開始罷工，此事發生在1851年，稱嘉永之紛擾，這是在相撲歷史上第一次罷賽，秀乃山最終向他們道歉。
1862年6月16日（文久2年5月19日）死去，享年56歳。他的墓位於東京都江東區普門院，2011年3月11日發生的東日本大地震，在家鄉氣仙沼市的秀乃山銅像被海嘯吞噬，但是海水奇蹟般的沒有流出。